# Lensbaby
Lensbaby — бренд, под которым выпускается система художественных объективов, включающая объективы Lensbaby, оптические насадки и аксессуары. Отличительной особенностью этих объективов является возможность перемещения зоны резкости по плоскости изображения путём смещения оптической оси, что достигается благодаря гибкой конструкции корпуса.

## Изобретение
Изобретение принадлежит Крейгу Стронгу, профессиональному американскому фотографу из Портленда (Орегон). Он решил реализовать в современных зеркальных камерах возможности крупноформатных карданных камер и дорогостоящих шифт-объективов, которые позволяли управлять перемещением зоны размытия кадра с помощью специальной системы смещения оптической оси. Экспериментируя с оптикой, Крейг собрал первый Lensbaby из старого объектива и гофрированного шланга от пылесоса. Объектив, несмотря на свою простоту, оказался настолько удачным, что в 2004 году Крейг начал его серийное производство.

## Эволюция lensbaby

### 2004
Lensbaby Original — самый первый объектив, представляющий единую конструкцию из «гармошки», линзы с одной стороны и крепления под байонет — с другой. Комплектуется набором сменных диафрагм c круглыми отверстиями, крепящихся снаружи при помощи механической защёлки. Управление полностью механическое, в буквальном смысле этого слова: для управления зоной резкости необходимо пальцами сжимать, разжимать или смещать резиновую гофрированную трубку.

### 2005
Lensbaby 2.0 — в этой версии вместо механической защелки появляется система закрепления дисков диафрагмы при помощи магнита, сам объектив оснащается более качественным и светосильным (f/2,0 вместо f/2,8) стеклом с мультипросветлением. Появляется первая насадка для макросъёмки.

### 2006
Lensbaby 3G — объектив, усовершенствованный механизмом фиксации положения наклона корпуса — «усами» с винтовой резьбой. Набор насадок пополняется широкоугольной и теленасадкой.

### 2007
Lensbaby 3G Medium Format и Lensbaby 3G PL — объектив Lensbaby 3G, адаптированный в первом случае под среднеформатные камеры, во втором — под видеобайонет PL. Появляется набор из дополнительных «творческих» диафрагм, позволяющих создавать изображения с эффектным фигурным бокэ.

### 2008
Lensbaby Muse — первый вариант Lensbaby с модульной конструкцией. Объектив с этого момента разделяется на две основные части: гибкий полый корпус, крепящийся к байонету, и оптическую насадку, состоящую из одной и более линз.
Lensbaby Composer — название конструкции корпуса объектива, в которой гибкую гармошку заменяет шар. Смещение становится еще более управляемым, появляется кольцо фокусировки для наведения ручного фокуса.
Количество оптических насадок для создания различных эффектов увеличивается, и вся система-«конструктор» получает название Optic Swap System.Фотограф получает возможность подобрать наиболее удобный для себя вариант корпуса объектива и менять насадки в зависимости от творческого замысла, дополняя их диафрагмами и теле- либо широкоугольным модулем.

### 2009
Muse PL — объектив Lensbaby Muse, адаптированный под видеобайонет PL.

### 2010
Lensbaby Соntrol Freak — конструкция корпуса объектива, внешне похожая на Lensbaby 3G — со специальным механизмом «усов» для ювелирно точной фиксации положения. Главное отличие от 3G — принцип сменных оптических насадок.
Lensbaby Scout — единственный неподвижный корпус объектива, не поддерживающий принцип смещения оптической оси. Создан, главным образом, для использования с насадкой Fisheye. При использовании с другими насадками зона резкости изображения всегда получается точно по центру кадра.
Адаптер Tilt Transformer для фотокамер стандарта 4/3 и Sony Nex позволяет использовать линейку объективов для Nikon и снимать с tilt-эффектом. Принцип работы адаптера основан на использовании вращающегося шара, фрональная часть которого имеет основу байонетного гнезда Nikon.

### 2011
Composer Pro — усовершенствованная за счет материалов конструкция Composer. Вместо пластикового шара используется металлический, кольцо фокусировки приобретает более плавный ход.

## Optic Swap System
Optic Swap System — система сменных оптических модулей, которая позволяет фотографу, имея один объектив, менять его оптические свойства и достигать различных творческих эффектов в изображении.
Вся линейка объективов Lensbaby, выпускающихся на данный момент, — Muse, Control Freak, Scout, Composer, Composer Pro, — поддерживает данную возможность.

### Основные оптические модули, существующие на данный момент

#### Single Glass optic
— оптический модуль формирует фирменный эффект «размытости». Благодаря классической конструкции, модуль позволяет получить «винтажные» изображения, которые используются для портретной съёмки, в чёрно-белой фотографии и других жанрах, где требуется создать мягкую романтическую атмосферу.

#### Double Glass optic
— оптический модуль с двумя мультипросветленными линзами, обеспечивает высочайшую резкость в зоне фокусировки с минимальным размытием вне зоны резкости на всех значениях диафрагмы.

#### Plastic optic
— оптический модуль с пластиковой линзой, позволяет получить изображение с пластичным мягким контуром, напоминающим эффект ломографии.

#### Pinhole (Zone Plate) optic
— оптический модуль, совмещающий в себе два эффекта в зависимости от положения «шторки», открывающей отверстие (Pinhole), либо линзу, обеспечивающую эффект «разбелки» темных участков фото.

#### Soft focus optic
— позволяет получить изображение с мягким оптическим фокусом.

#### Fisheye optic
— сверхширокоугольная оптика типа «рыбий глаз» с углом обзора 160° и фокусным расстоянием 12 мм.

#### Sweet 35 optic
— оптический модуль, состоящий из нескольких линз с 12-лепестковой регулируемой диафрагмой (f/2,5 — f/22). Обеспечивает беспрецедентный творческий контроль над зонами резкости и размытия.

#### Edge 80 optic
- оптический модуль с фокусным расстоянием 80 мм, формирующий плоское поле фокусировки. При наклоне корпуса объектива с данным оптическим модулем формируется полоса резкоскти - горизонтальная, вертикальная либо диагональная, - визуально напоминающая т.н. "эффект tilt-shift"